# Merris
Merris é uma comuna francesa na região administrativa de Altos da França, no departamento do Norte. Estende-se por uma área de 10.09 km². Em 2010 a comuna tinha 1 039 habitantes (densidade: 103 hab./km²).